# Mike Oldfield's Single
Mike Oldfield's Single is een nummer van de Britse muzikant Mike Oldfield. Het nummer wordt vaak Tubular Bells genoemd, aangezien het een ingekorte versie is van een deel van zijn debuutalbum Tubular Bells uit 1973. Nadat het nummer werd gebruikt in de film The Exorcist, werd het nummer op 28 juni 1974 uitgebracht als de debuutsingle van Oldfield.

## Achtergrond
Nadat een deel van het debuutalbum van Oldfield, Tubular Bells genaamd, een succes werd na de film The Exorcist werd een single uitgebracht met een bewerking van een deel van het album. De A-kant van deze single, op de hoes aangeduid als "Tubular Bells (Now the Original Theme from The Exorcist)" is gemaakt door een aantal stukken uit de eerste acht minuten van het album aan elkaar te plakken, wat resulteerde in plotselinge overgangen die niet op het album te vinden zijn. De B-kant is een bewerkt stuk uit het einde van de eerste kant van het album. De single bereikte de zevende plaats in de Amerikaanse hitlijsten. Ook werd deze single uitgebracht in Canada, Frankrijk, Nieuw-Zeeland, Zuid-Afrika en Chili.
Deze single werd echter uitgebracht zonder medeweten van Oldfield, die het niet wilde uitbrengen in zijn thuisland het Verenigd Koninkrijk, ondanks dat de platenmaatschappij dit wel wilde. In plaats daarvan produceerde hij, ondanks dat hij al bezig was aan zijn volgende album Hergest Ridge, zelf een single van het album, waarbij hij op de A-kant een stuk uit het tweede deel van het album opnieuw arrangeerde. Op de B-kant stond het kinderliedje "Froggy Went A-Courting", meer gesproken dan gezongen door Oldfield en Vanessa Branson, de jongere zus van Virgin Records-baas Richard Branson. Op de achterkant van de single stond een foto van twee kikkers die aan het paren zijn, een voorbeeld van de destijdse humor van Virgin Records. Deze single bereikte de 31e positie in de UK Singles Chart. Ook werd deze single uitgebracht in Zweden, Portugal, Griekenland en Joegoslavië. Een ingekorte versie van het nummer werd uitgebracht voor de heruitgave van Tubular Bells in 2009.
In een aantal Europese landen, waaronder Portugal en Nederland, alsmede een paar andere landen, waaronder Australië, Nieuw-Zeeland en Zuid-Afrika, werd een combinatie van deze singles uitgebracht, met de Amerikaanse A-kant en de Britse B-kant. Deze single bereikte in Nederland de 13e positie in de Tipparade, maar bereikte ondanks dat de plaat regelmatig werd gedraaid op Hilversum 3, de Nederlandse Top 40 en de Nationale Hitparade niet. Ook werd het vaak gebruikt als achtergrondmuziek in het kinderprogramma Bassie en Adriaan en is de albumversie sinds de allereerste editie in december 1999, terug te vinden in de jaarlijkse NPO Radio 2 Top 2000 van de Nederlandse publieke radiozender NPO Radio 2.

## NPO Radio 2 Top 2000
| Nummer met noteringen in de NPO Radio 2 Top 2000  | '99 | '00 | '01 | '02 | '03 | '04 | '05 | '06 | '07 | '08 | '09 | '10 | '11 | '12 | '13 | '14 | '15 | '16 | '17 | '18 | '19 | '20 | '21 | '22 | '23 | '24 |
| ------------------------------------------------- | --- | --- | --- | --- | --- | --- | --- | --- | --- | --- | --- | --- | --- | --- | --- | --- | --- | --- | --- | --- | --- | --- | --- | --- | --- | --- |
| Mike Oldfield's Single – Theme From Tubular Bells | 159 | 178 | 211 | 257 | 316 | 302 | 291 | 291 | 536 | 332 | 335 | 336 | 299 | 346 | 366 | 416 | 513 | 680 | 575 | 747 | 819 | 840 | 950 | 854 | 800 | 850 |

1. ↑  Een vetgedrukt getal geeft de hoogste notering aan.